# Ricardo Rosset
Ricardo Rosset (ur. 27 lipca 1968 roku w São Paulo) – brazylijski kierowca wyścigowy, uczestnik 33 Grand Prix Formuły 1.

## Kariera
Karierę rozpoczął, jak większość kierowców, od kartingu. Pierwszą, poważną, międzynarodową serią Brazylijczyka była Europejska Formuła 3000, w której zadebiutował w 1995 roku w ekipie Super Nova Racing. Już w pierwszym sezonie pokazał się ze świetnej strony, poważnie walcząc o tytuł. Ostatecznie uległ jednak Włochowi Vincenzo Sospiri, zdobywając ostatecznie wicemistrzostwo. Świetne wyniki w pierwszym roku startów w przedsionku F1 skłoniły władze Footwork do zatrudnienia go w roli etatowego kierowcy na sezon 1996. Debiutu w elicie najlepszych kierowców nie mógł zaliczyć do zbytnio udanych, czego głównym powodem były słabe i awaryjne silniki Hart. W następnym sezonie podpisał kontrakt w mającym bardzo ambitne plany, debiutującym zespole Lola, gdzie partnerował swojemu byłemu rywalowi z F3000, Vincenzo Sospiri. Po zaledwie jednej rundzie (do której obaj się w dodatku nie zakwalifikowali, mając ogromną stratę do poprzedzającego ich Pedro Diniza), włoska stajnia definitywnie zakończyła działalność w F1 z powodu kłopotów finansowych i technicznych (głównym powodem tak słabej formy bolidu, było późne rozpoczęcie prac nad konstrukcją). Po niemal roku absencji od bolidu, dostał kolejną szansę na angaż, tym razem od utytułowanego, aczkolwiek słabego w tych czasach Tyrrella. Był to więc powodem kolejnych, niesatysfakcjonujących wyników Rosseta, który aż pięciokrotnie (i jako jedyny) nie zakwalifikował się do wyścigów. Po tym sezonie nie znalazł już dla siebie miejsca w żadnym zespole i całkowicie zakończył w niej działalność. Obecnie startuje w brazylijskiej serii samochodów sportowych.

## Wyniki

### Formuła 3000
| Sezon | Zespół            | Wyniki w poszczególnych eliminacjach | Wyniki w poszczególnych eliminacjach | Wyniki w poszczególnych eliminacjach | Wyniki w poszczególnych eliminacjach | Wyniki w poszczególnych eliminacjach | Wyniki w poszczególnych eliminacjach | Wyniki w poszczególnych eliminacjach | Wyniki w poszczególnych eliminacjach | Pkt. | Msc. |
| ----- | ----------------- | ------------------------------------ | ------------------------------------ | ------------------------------------ | ------------------------------------ | ------------------------------------ | ------------------------------------ | ------------------------------------ | ------------------------------------ | ---- | ---- |
| 1995  |                   | Wielka Brytania                      | Hiszpania                            |                                      | Włochy                               | Niemcy                               | Belgia                               | Portugalia                           |                                      | 39   | 2    |
| 1995  | Super Nova Racing | 1                                    | 2                                    | 9                                    | 1                                    | 9                                    | 4                                    | 5                                    | NU                                   | 39   | 2    |

### Formuła 1
| Legenda oznaczeń w tabelach wyników Wyświetl szablon na nowej stronie | Legenda oznaczeń w tabelach wyników Wyświetl szablon na nowej stronie                                                                     |
| Oznaczenie                                                            | Wyjaśnienie |
| --------------------------------------------------------------------- | --- |
| Złoty                                                                 | Zwycięzca lub mistrzostwo |
| Srebrny                                                               | 2. miejsce lub wicemistrzostwo |
| Brązowy                                                               | 3. miejsce lub II wicemistrzostwo |
| Zielony                                                               | Ukończył, punktował (w klasyfikacji generalnej, gdy zdobył co najmniej jeden punkt na przestrzeni sezonu, poza trzema powyższymi opcjami) |
| Niebieski                                                             | Ukończył, nie punktował (w klasyfikacji generalnej, gdy nie zdobył co najmniej jednego punktu na przestrzeni sezonu)                      |
| Czerwony                                                              | Nie zakwalifikował się (NZ) |
| Czerwony                                                              | Nie prekwalifikował się (NPK) |
| Różowy                                                                | Nie ukończył (NU) |
| Różowy                                                                | Niesklasyfikowany (NS) (w klasyfikacji generalnej, gdy nie został sklasyfikowany w żadnym wyścigu sezonu)                                 |
| Czarny                                                                | Zdyskwalifikowany (DK) |
| Czarny                                                                | Wykluczony (WYK/EX) |
| Biały                                                                 | Nie wystartował (NW) |
| Biały                                                                 | Kontuzjowany (K/INJ) |
| Biały                                                                 | Wyścig odwołany (OD/C) |
| Bez koloru                                                            | Został wycofany (WYC/WD) |
| Bez koloru                                                            | Nie przybył (NP/DNA) |
| Bez koloru                                                            | Nie brał udziału w treningach (NT/DNP) |
| Bez koloru                                                            | Nie został zgłoszony (–) |
| Pogrubienie                                                           | Start z pole position |
| Kursywa                                                               | Najszybsze okrążenie wyścigu |
| †                                                                     | Nie ukończył, ale jego rezultat został zaliczony ze względu na przejechanie więcej niż 90% dystansu wyścigu.                              |
| *                                                                     | Sezon w trakcie |
| 1/2/3                                                                 | Punktowana pozycja w sprincie kwalifikacyjnym                                                                                             |
| Lista systemów punktacji Formuły 1                                    | |

| Rok  | Zespół                           | Samochód      | Silnik                  | Wyniki w poszczególnych eliminacjach | Wyniki w poszczególnych eliminacjach | Wyniki w poszczególnych eliminacjach | Wyniki w poszczególnych eliminacjach | Wyniki w poszczególnych eliminacjach | Wyniki w poszczególnych eliminacjach | Wyniki w poszczególnych eliminacjach | Wyniki w poszczególnych eliminacjach | Wyniki w poszczególnych eliminacjach | Wyniki w poszczególnych eliminacjach | Wyniki w poszczególnych eliminacjach | Wyniki w poszczególnych eliminacjach | Wyniki w poszczególnych eliminacjach | Wyniki w poszczególnych eliminacjach | Wyniki w poszczególnych eliminacjach | Wyniki w poszczególnych eliminacjach | Wyniki w poszczególnych eliminacjach | Pkt. | Msc. |
| ---- | -------------------------------- | ------------- | ----------------------- | ------------------------------------ | ------------------------------------ | ------------------------------------ | ------------------------------------ | ------------------------------------ | ------------------------------------ | ------------------------------------ | ------------------------------------ | ------------------------------------ | ------------------------------------ | ------------------------------------ | ------------------------------------ | ------------------------------------ | ------------------------------------ | ------------------------------------ | ------------------------------------ | ------------------------------------ | ---- | ---- |
| 1996 |                                  |               |                         | Australia                            | Brazylia                             | Argentyna                            | Unia Europejska                      | San Marino                           | Monako                               | Hiszpania                            | Kanada                               |                                      | Wielka Brytania                      | Niemcy                               | Węgry                                | Belgia                               | Włochy                               | Portugalia                           | Japonia                              |                                      | 0    | 18   |
| 1996 | Footwork Hart                    | Footwork FA17 | Hart 830 3.0 V8         | 9                                    | NU                                   | NU                                   | 11                                   | NU                                   | NU                                   | NU                                   | NU                                   | 11                                   | NU                                   | 11                                   | 8                                    | 9                                    | NU                                   | 14                                   | 13                                   |                                      | 0    | 18   |
| 1997 |                                  |               |                         | Australia                            | Brazylia                             | Argentyna                            | San Marino                           | Monako                               | Hiszpania                            | Kanada                               |                                      | Wielka Brytania                      | Niemcy                               | Węgry                                | Belgia                               | Włochy                               | Austria                              | Luksemburg                           | Japonia                              | Unia Europejska                      | 0    | NS   |
| 1997 | MasterCard Lola Formula One Team | Lola T97/30   | Ford ECA Zetec-R 3.0 V8 | NZ                                   |                                      |                                      |                                      |                                      |                                      |                                      |                                      |                                      |                                      |                                      |                                      |                                      |                                      |                                      |                                      |                                      | 0    | NS   |
| 1998 |                                  |               |                         | Australia                            | Brazylia                             | Argentyna                            | San Marino                           | Hiszpania                            | Monako                               | Kanada                               |                                      | Niemcy                               | Austria                              | Niemcy                               | Węgry                                | Belgia                               | Włochy                               | Luksemburg                           | Japonia                              |                                      | 0    | 20   |
| 1998 | PIAA Tyrrell Ford                | Tyrrell 026   | Ford JD Zetec-R 3.0 V10 | NU                                   | NU                                   | 14                                   | NU                                   | NZ                                   | NZ                                   | 8                                    | NU                                   | NU                                   | 12                                   | NZ                                   | NZ                                   | NW                                   | 12                                   | NU                                   | NZ                                   |                                      | 0    | 20   |